# Церковь Введения во храм Пресвятой Богородицы (Кашира)
Церковь Введения во храм Пресвятой Богородицы (Введенская церковь) — приходской православный храм в городе Кашире Московской области. Входит в состав Каширского благочиния Русской православной церкви.

## История
Самые ранние сведения о Введенской церкви относятся к середине XVIII века — храм был каменным и располагался на землях Стрелецкой слободы.

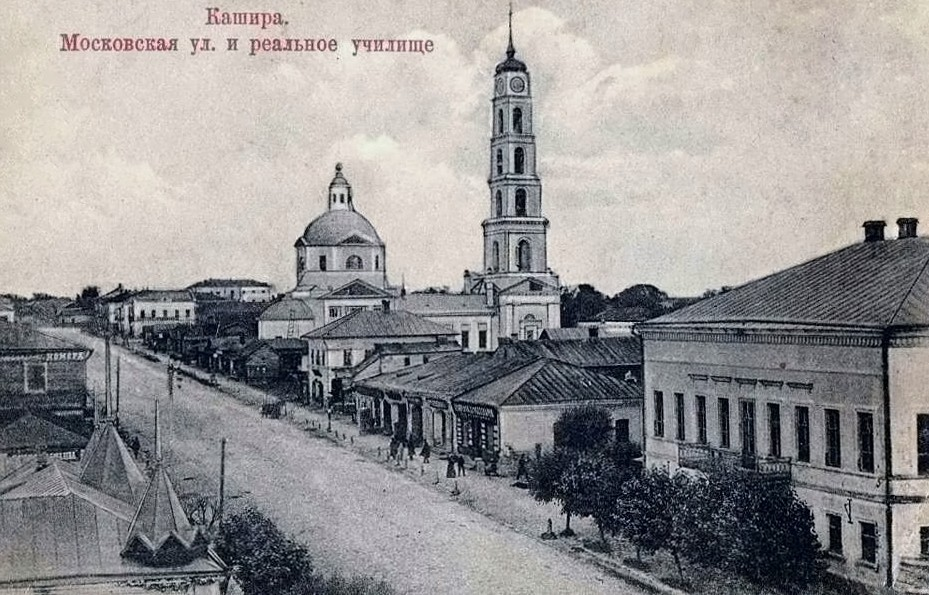
Московская улица в Кашире с видом на Введенскую церковь, до 1917 года

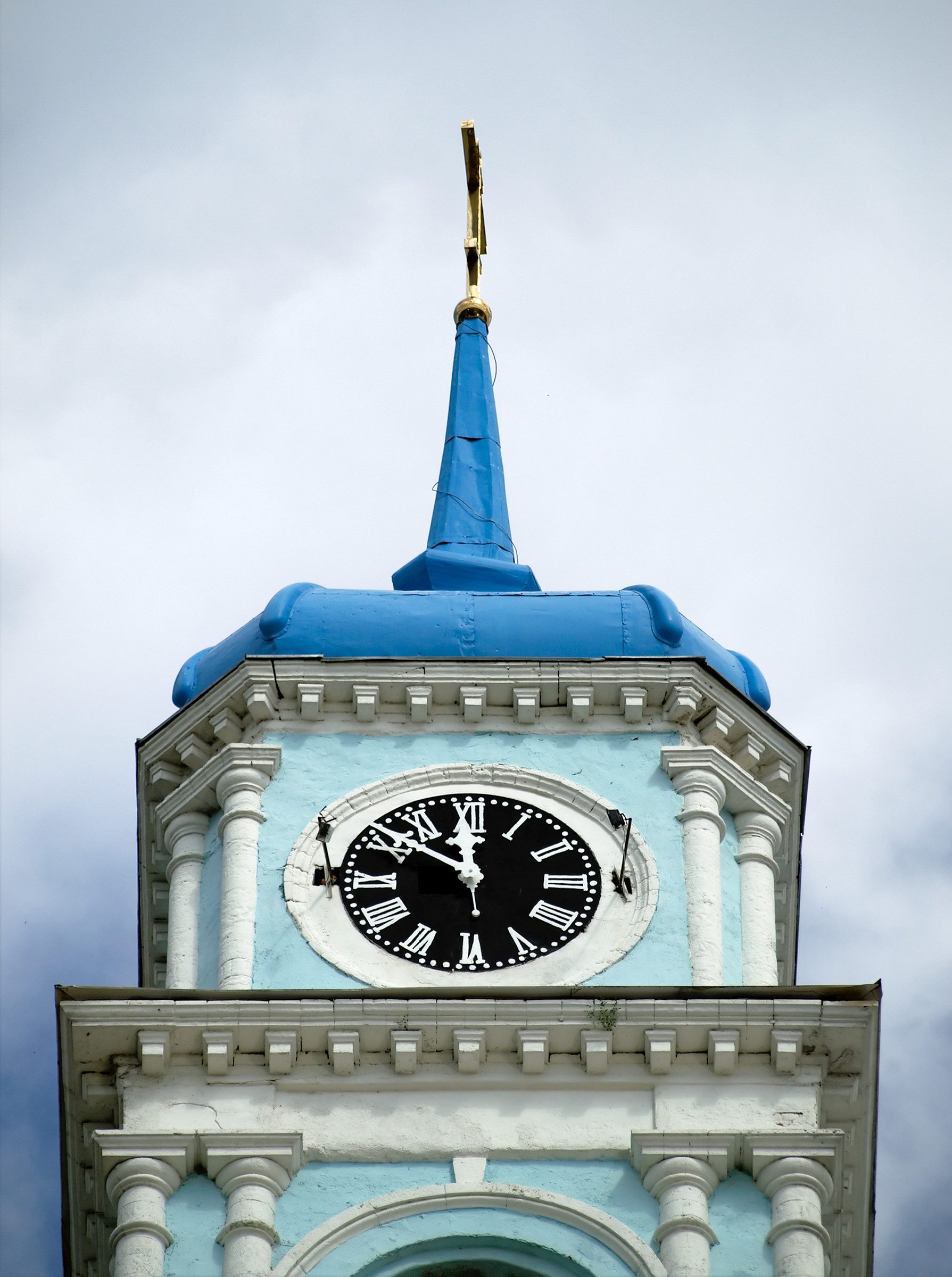
Часы на колокольне

В 1802—1817 годах в центре Хлебной площади города Кашира на средства прихожан была возведена каменная церковь Введения во храм Пресвятой Богородицы с приделами Воздвижения Креста Господня и святых мучеников, бессеребренников Косьмы и Дамиана. Закладной камень был помещен в основание храма по благословению первого Тульского епископа Мефодия. Колокольня до 1860-х годов была пятиярусной; на средства серпуховского купца Перцева надстроен шестой ярус, где были установлены часы с боем, изготовленные на фирме «Ф. Винтер» в Санкт-Петербурге. Храм был расписан в технике гризайль. В 1812 году из-за Отечественной войны строительство храма было приостановлено.
Здание церкви Введения во храм Пресвятой Богородицы создано в классическом стиле предположительно архитектором Н. С. Сокольниковым. Установлено на каменном цоколе, имеет трехчастное продольно-осевое построение. Двусветный четверик храма с полукруглой алтарной апсидой несёт массивную световую ротонду с куполом, увенчанным световым барабаном. В одной связке со зданием церкви выполнена четырёхстолпная трапезная, к западному фасаду трапезной примыкает колокольня.
В 1830-е годы архитектурный комплекс Введенской церкви был дополнен каменной часовней, установленной на восточной стороне церковного участка. С 1892 года в приходе храма работала церковно-приходская школа.
Храм работал после Октябрьской революции, но в начале 1930-х годов церковь всё же закрыли. После Великой Отечественной войны в её помещении был устроен склад, позже — мастерские. Сохранностью здания никто не занимался, и оно стало разрушаться. К началу 1970-х годов Московская областная специальная научно-реставрационная мастерская разработала проект восстановления Введенской церкви, и были проведены реставрационные работы, в которых участвовали архитекторы Ломакин К. В. и Свешников Н. Н.
После распада СССР, в 1991 году, церковь вернули верующим, началось её восстановление. При храме открылась воскресная школа для взрослых, работает молодёжный клуб. Настоятель Введенской церкви в Кашире — священник Валерий Валерьевич Сосковец.